# Universitetet i Tel Aviv
Universitetet i Tel Aviv (hebraisk: אוניברסיטת תל־אביב, את"א) er Israels største universitet samlet på et sted. Omkring 29 000 studenter studerer ved universitetet (2006).
32°06′50″N 34°48′15″Ø / 32.11389°N 34.80417°Ø
Universitetet i Tel Aviv blev grundlagt i 1956 da Tel Aviv-skolen for retsvidenskab og økonomi, instituttet for naturvidenskab og instituttet for jødiske studier slog sig sammen for at holde et universitet. Det blev selvstændigt fra bykommunen Tel Aviv i 1963 da universitetsområdet blev etableret i Ramat Aviv, nord for Tel Aviv. Universitetet i Tel Aviv består af ni faktulteter, 106 departementer og 90 forskningsinstitutter.

## Berømte studerende
- Etgar Keret
- Ilan Ramon
- Silvan Shalom
- Ariel Sharon
- Ghil'ad Zuckermann

## Ekstern henvisning
- Wikimedia Commons har flere filer relateret til Universitetet i Tel Aviv
- Universitetet i Tel Aviv officiel hjemmeside

| Skole | Spire Denne artikel om en skole, en uddannelsesinstitution eller uddannelse er en spire som bør udbygges. Du er velkommen til at hjælpe Wikipedia ved at udvide den. |